# Centre de congrès Jean-Monnier d'Angers
Le centre de congrès Jean-Monnier est un établissement de spectacle et de congrès situé à Angers dans le département de Maine-et-Loire.

## Historique

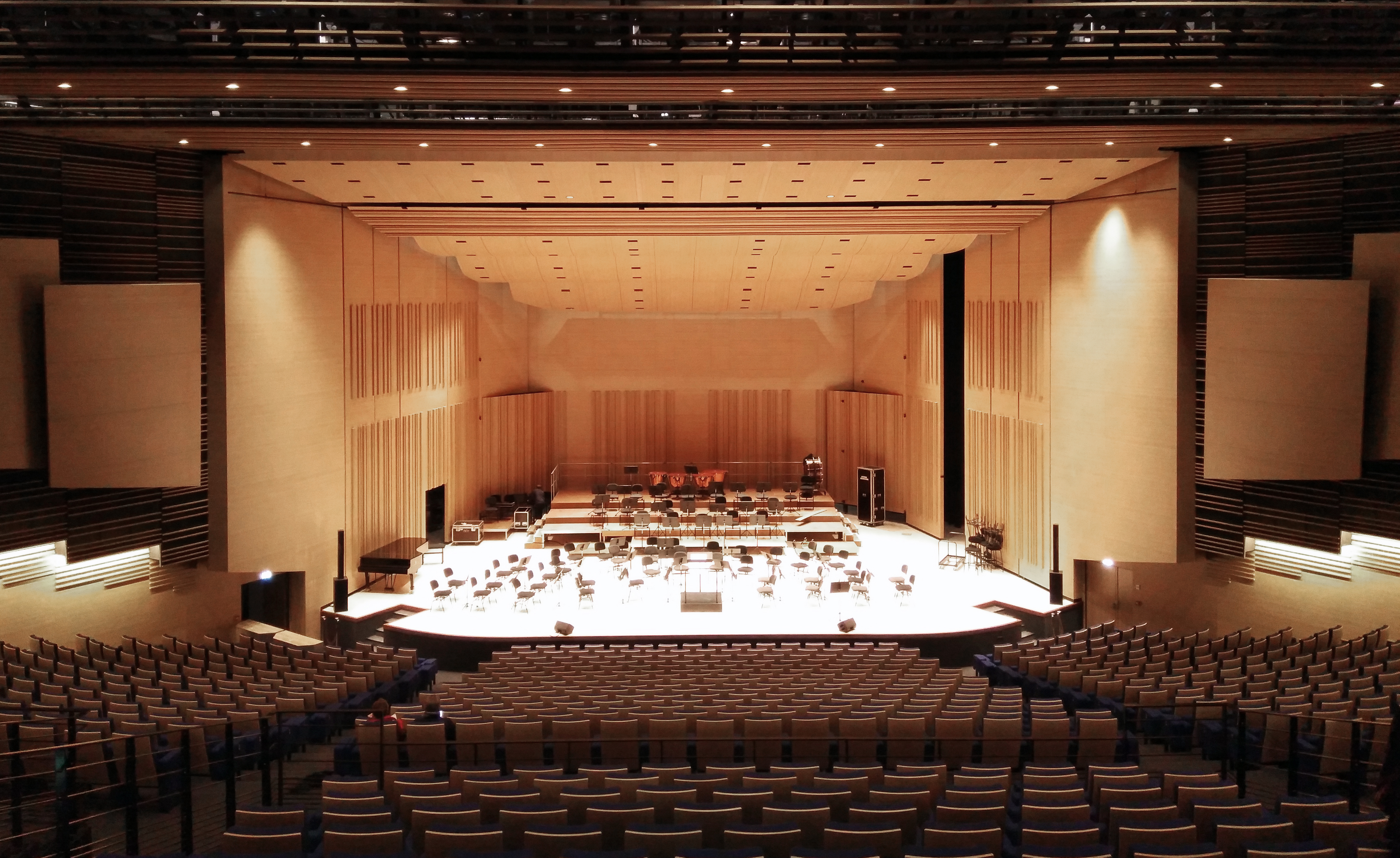
L'auditorium.

Le centre de congrès a été construit en 1983. Il est rénové d'octobre 2017 à avril 2019, et rouvre au public le 4 mai 2019. Le centre de congrès prend alors le nom de Jean Monnier, ancien maire d'Angers.

## Description technique

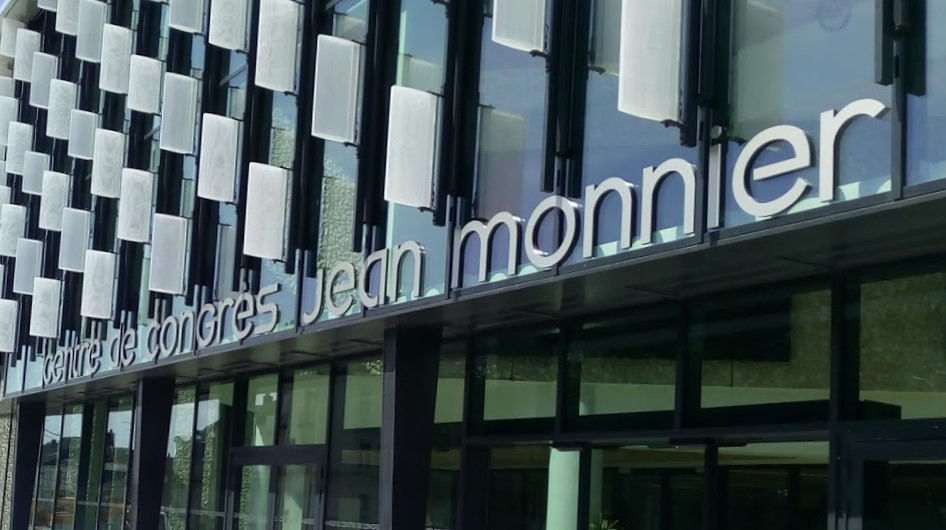
Entrée Sud du centre de congrès, boulevard Carnot.

L'auditorium du centre de congrès d'Angers a été conçu à la fois comme salle de congrès et comme salle de concert. Pour répondre à cette double vocation, la salle a été équipée par des dispositifs permettant de modifier son acoustique. L'équipement accueille les concerts de l'Orchestre national des Pays de la Loire.
L'espace compte 1229 places, dont 104 strapontins :
- en parterre, 713 places ;
- en mezzanine, 516 places[2].

## Programmation culturelle
Le centre accueille non seulement les concerts de l'ONPL et quelques représentations d'Angers-Nantes Opéra, mais il est également utilisé par des prestataires privés (sans en être le programmeur), ainsi que pour des conférences filmées de Connaissance du Monde. Il participe aussi aux activités culturelles dans le cadre des festivals : le Scoop, Cinémas d'Afrique, Premiers plans.

## Administration
Le centre de congrès est géré par l'agence Destination Angers, une société publique locale (SPL) issue du regroupement des deux sociétés d’économie mixte Angers Loire Tourisme et Angers Expo Congrès.